# 紅の流れ星
『紅の流れ星』（くれないのながれぼし）は、1967年10月7日に日活で製作された、舛田利雄監督。石原裕次郎主演、舛田監督の『赤い波止場』を舛田自身がセルフリメイクした、渡哲也主演のアクション映画である。それまで石原裕次郎の路線での売り込みをされていた渡にとって、ターニングポイントの一つとも言える作品で、監督の舛田は、映画『勝手にしやがれ』のジャン＝ポール・ベルモンドのイメージで渡を演出したという。

## キャスト
- 渡哲也 : 杉浦五郎
- 浅丘ルリ子 : 白川啓子
- 松尾嘉代 : ユカリ
- 杉良太郎 : 竹越喜一
- 奥村チヨ : 駒子
- 富永美沙子 : ママさん
- 杉江弘 : 田辺
- 久遠利三 : 加鳥
- 木島一郎 : 三ノ宮警察主任
- 久里千春 水: 商売の女
- 東郷秀美 : 水商売フロント
- 山田真二 : 小島
- 山田禅二 : 親分関
- 市村博 : チョン
- 亀山靖博 	: ピー助
- ケン・サンダース : カビ
- 榎木兵衛 : ヤクザ
- 谷村昌彦 : 黒岩
- 藤竜也 : 須刑事
- 深江章喜 : 大沢
- 宍戸錠 : 沢井

## スタッフ
- 監督 : 舛田利雄
- 脚本 : 池上金男、舛田利雄
- 撮影 : 高村倉太郎
- 音楽 : 鏑木創
- スチール : 浅石靖
- 編集 : 井上親弥
- 主題歌 : 奥村チヨ 「北国の青い空」

## ロケ地
- 日活公式サイト掲載のもの
- 三ノ宮駅
- 三ノ宮ガード下
- 南京街
- 六甲山ホテル
- 諏訪山など

## 併映作品
- 『東京ナイト』